# سنا والکونن
سانّا والکُنِن (انگلیسی: Sanna Valkonen؛ زادهٔ ۱۲ دسامبر ۱۹۷۷) بازیکن فوتبال اهل فنلاند است.
از باشگاه‌هایی که در آن بازی کرده‌است می‌توان به باشگاه فوتبال کیف اوربرو دی‌اف‌اف و اومئا آی‌کی اشاره کرد.
وی همچنین در تیم ملی فوتبال زنان فنلاند بازی کرده‌است.